# Pirates of the Caribbean: Armada of the Damned
Pirates of the Caribbean: Armada of the Damned (с англ. — «Пираты Карибского моря: Армада Проклятых») — отменённая ролевая компьютерная игра с открытым миром, которая разрабатывалась Propaganda Games для Xbox 360, PlayStation 3 и Microsoft Windows. Действие игры должно было проходить во вселенной серии фильмов «Пираты Карибского моря». В октябре 2010 года было сообщено об отмене разработки.
Планировалось, что основные события игры будут проходить в Карибском море, а игрок выступал в роли капитана Джеймса Стерлинга, который путешествует по миру, чтобы получить славу. Хотя о сюжете Armada of the Damned известно мало, он должен был быть независимым от сюжета фильмов. Игра включила бы в себя элементы ролевых игр, в ней также должны были появится бои в режиме реального времени и большой открытый мир.
После анонса на Electronic Entertainment Expo в 2009 году игра получила положительные отзывы со стороны игровых журналистов, которые хвалили графику, сюжет, игровой процесс и сохранённый дух фильмов.

## Игровой процесс

Первый официальный скриншот игрового процесса Armada of the Damned, показывающий открытый мир, окружение которого основано на сеттинге «Пиратов Карибского моря»

Armada of the Damned была задумана как приключенческий экшен с элементами ролевых игр с видом от третьего лица и открытым миром, окружение которого основано на сеттинге вселенной «Пиратов Карибского моря».
Игрок брал бы на себя роль Джеймса Стерлинга, капитана пиратов, основной миссией которого было обрести славу и репутацию, путешествуя по Карибскому морю. Некоторые из особенностей Стерлинга могли быть настроены перед началом игры, однако в основном личность и внешний вид протагониста изменяет выбор по ходу игры, который также влияет на оружие, бои, квесты и сюжетные события.
Хотя большинство характеристик персонажа можно было бы настроить, некоторые элементы игрового процесса и истории должны были определяться выбранным путём, которых всего два: легендарный и проклятый.
По словам разработчиков, бой в Armada of the Damned мог бы проходить на суше и море. У Стерлинга должен был быть лёгкий и быстрый, а также тяжёлый и медленный удар, которые можно было бы комбинировать, чтобы сделать комбо, увеличивающее урон, наносимый протагонистом. Правильный расчёт времени при ударах приводил к дополнительной атаке, увеличивающей силу комбо. Стерлинг также мог использовать магию против его врагов. Например должно было быть заклинание, которое ослабляло всех окружающих врагов, когда использовалось во время финиширующего удара. Все атаки, специальные ходы и комбинации варьировались в зависимости от выбранного пути и их можно было бы улучшать.
У Стерлинга был корабль Nemesis. Выбор игрока по ходу прохождения определял экипаж, который он мог бы нанять, что в свою очередь влияло также на внешний вид корабля. Судно можно было бы использовать для путешествий по Карибскому морю. Во время боя игрок мог бы маневрировать кораблём, стрелять из пушек или идти на абордаж. По словам разработчиков, если вражеский корабль цел и убит экипаж, то игрок получает больше добычи, чем если бы корабль был просто уничтожен. Добычу, взятую в этих боях, можно было бы продать на рынках.

## Сюжет
Очень мало известно о том, какой именно сюжет должен был быть у Armada of the Damned. По словам разработчиков, в игре не должны были появиться персонажи из серии фильмов. Действие Armada of the Damned должно было проходить перед событиями фильмов. Главный герой, Джеймс Стерлинг, воспитанный в бедной семье, был молодым авантюристом с мечтами о славе и о судьбе пирата. Будучи убитым во время первого же выхода в море, Стерлинг был возрождён сверхъестественными силами, что дало ему второй шанс. После этого игрок имел возможность следовать двум путям: стать либо легендарным, либо страшным пиратом. При выборе первого игрок был уважаемым пиратом, который действовал добросовестно, а при выборе второго он становился жестоким и страшным преступником.

## Разработка
Кто не хочет быть пиратом? Я думаю, что благодаря подобному пиратскому приключению вы сможете исполнить фантазию о том, чтобы быть вне закона, и я думаю, что это действительно привлекает всех.
Propaganda Games, основанная в 2005 году и принадлежавшая Disney Interactive Studios, отвечала за разработку Armada of the Damned. Студия состояла в основном из бывших работников EA Canada и была ориентирована на разработку приключенческих экшн-игр для Disney. Первая игра от Propaganda, Turok (2008), получила коммерческий успех и был продан её тираж в более миллиона копий. После выпуска Turok студия начала разработку проекта во франшизе «Пираты Карибского моря». В Armada of the Damned должна была быть интерактивная система выбора, и разработчики говорили, что огромная свобода выбора является одной из особенностей игры и важной её функцией.
По словам директора игры Алекса Петерса, персонажи Armada of the Damned не связаны с персонажами фильмов. «Мы очень ясно сказали, что мы не хотим разрабатывать игру по фильму», — прокомментировал он. Именно поэтому они создали Джеймса Стерлинга, персонажа, который бы соответствовал потребностям студии и выглядел как персонаж оригинальной серии фильмов. Для игры был создан оригинальный саундтрек, в то время как музыкальные темы из фильмов были «обработаны и используются изредка». После отмены игры саундтрек был использован в Lego Pirates of the Caribbean: The Video Game, которая вышла в 2011 году.

## Отмена игры
Во время разработки Armada of the Damned, Propaganda Games одновременно работала над Tron: Evolution, которая вышла в декабре 2010 года. В октябре 2010, Disney Interactive Studios объявила, что команда разработки Armada of the Damned будет уволена в рамках программы реструктуризации. Однако, Propaganda должна была закончить разработку Tron: Evolution и загружаемого контента для игры.
Реструктуризация сократила штат студии более чем на 100 человек и привела к закрытию проекта Armada of the Damned. Оставшиеся в студии сотрудники продолжили работу над Tron: Evolution, хотя команда разработчиков и этой игры также пострадала от увольнений. Однако после того, как игра не смогла достичь критического и коммерческого успеха, Disney отменила свой запланированный загружаемый контент для игры и закрыла Propaganda Games.

## Восприятие
После анонса на Electronic Entertainment Expo 2009 года игра была положительно воспринята игровыми журналистами. Дэймон Хэтфилд из IGN назвал её «многообещающей экшен-RPG», добавив «неважно, что Armada of the Damned использует лицензию „Пиратов Карибского моря“ … это оригинальная игра студии, это приключение, которое позволяет игрокам создать своего собственного пирата и бродить по просторам Карибского моря в поисках славы и удачи». Крис Антиста из GamesRadar похвалил игровой процесс игры, сравнив его с Assassin’s Creed. Он заявил, что «игра эффектно сохранила дух фильмов, не держась за моменты, которые вы уже видели на большом экране».
Рецензент из Official Xbox Magazine предположил, что так как «[после первого фильма] последовало ускоряющееся падение в посредственность», то «любая игра, действие которой проходит перед первым фильмом, вероятно, будет потрясающей». Мэтт Миллер из Game Informer был впечатлён презентацией игры, хваля её диалоги, похожие на аналогичные в Mass Effect и боевую систему. Он отметил, что «когда мы шли на нашу презентацию игры, мы не ожидали чего-то крутого, но вышли приятно пораженные потенциалом игры». Майк Шрамм из Joystiq сравнивал игру с Fable, отметив, что «она хорошо выглядит — бои солидные, а графика идёт нужным путем».
Журналисты разочаровались, когда Disney сократила штат сотрудников Propaganda Games и отменила разработку игры за несколько месяцев до предполагаемой даты выпуска. Райан Клементс из IGN заявил, что «жаль, что потенциал игры не будет реализован в этот момент времени». Джастин Тауэлл, журналист из GamesRadar, был разочарован решением Disney: «нет смысла полностью отказываться от работы над игрой, которая явно не так далека от завершения». Джефф Марчиафава из Game Informer также расстроился из-за отмены, сказав: «какой звук издаёт расстроенный пират? Потому что мы хотим издать этот звук прямо сейчас».